# Campionato mondiale femminile di calcio 2011
Il campionato mondiale femminile di calcio 2011, sesta edizione ufficiale della manifestazione, si è giocato dal 26 giugno al 17 luglio 2011 in Germania, che ha vinto il diritto di ospitare l'evento nell'ottobre del 2007.
La FIFA ha mantenuto il numero di nazionali partecipanti a 16, respingendo la proposta di allargamento a 24. La nazionale tedesca, che ha affrontato il torneo come campione in carica per la seconda volta consecutiva, è stata automaticamente qualificata come Paese ospitante, mentre le altre Nazioni hanno iniziato le fasi continentali di qualificazione nel corso del 2009 e del 2010.
Il torneo si è aperto con l'incontro tra Nigeria e Francia terminato 1-0 per la nazionale transalpina, e si è chiuso con la finale vinta dal Giappone sugli Stati Uniti per 3-1 dopo i tiri di rigore; per il Giappone si è trattato del primo titolo in questa competizione.

## Selezione della nazione ospitante

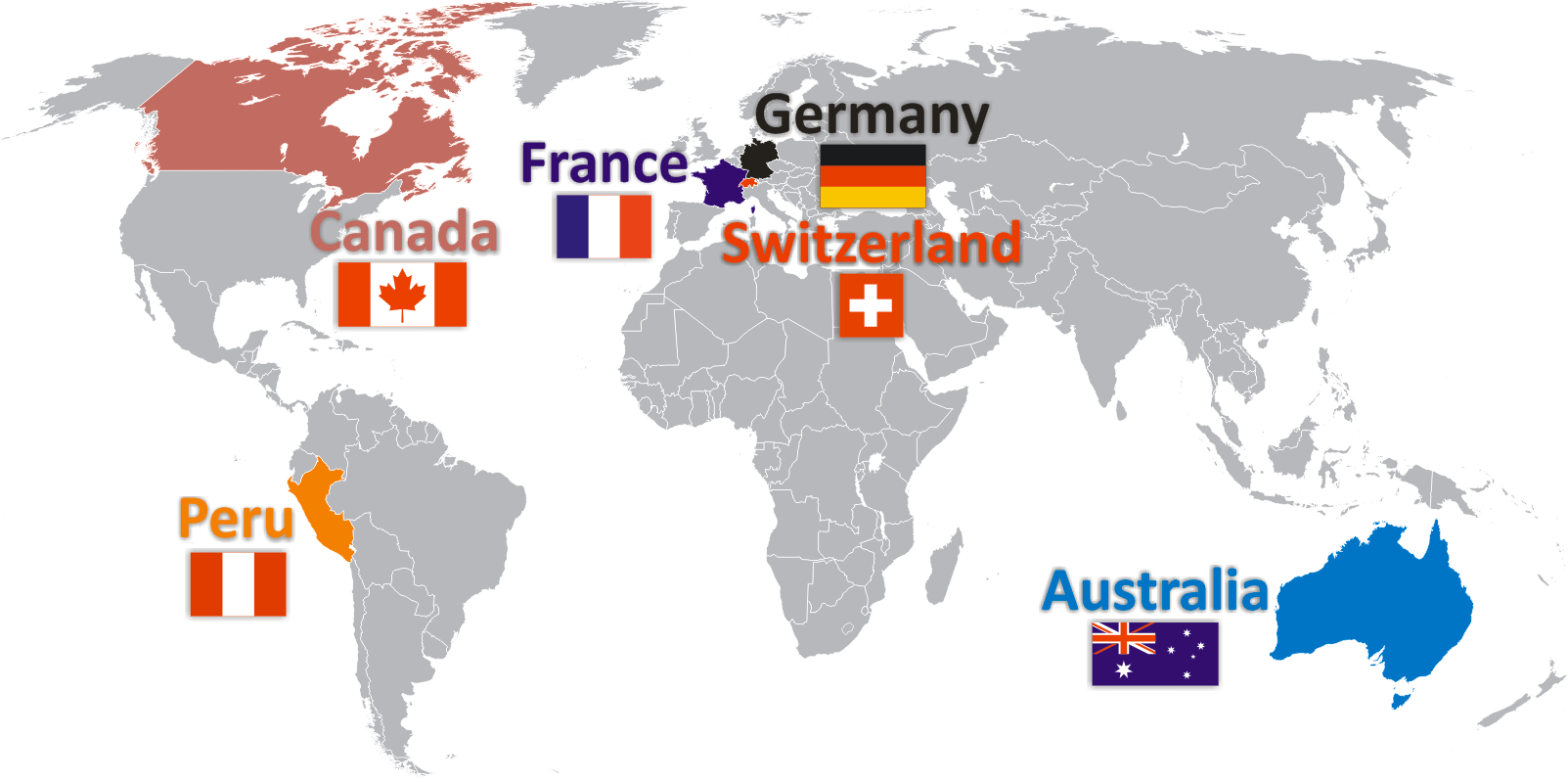
Le sei candidature

Sei nazioni, Australia, Canada, Francia, Germania, Perù e Svizzera, si dichiararono inizialmente interessate ad ospitare il campionato mondiale femminile di calcio 2011. Prima della consegna definitiva degli incartamenti per offrire alla FIFA la disponibilità, datata 1º agosto 2007, si ritirarono la Svizzera, ritenendo una terza candidatura europea inutile di fronte anche alla maggior attenzione data a Francia e Germania, e la Francia stessa, in cambio dell'appoggio dei tedeschi nell'assegnazione del campionato europeo di calcio 2016. Successivamente, anche l'Australia (12 ottobre) e il Perù (17 ottobre) si ritirarono volontariamente dalla corsa, lasciando solo Canada e Germania come uniche candidate. Il 30 ottobre 2007 la commissione esecutiva della FIFA a Zurigo votò l'assegnazione del torneo alla Germania.

## Città e stadi
Dopo che la federazione tedesca (DFB) espresse l'intenzione di ospitare il torneo, 23 città tedesche furono prese in considerazione per ospitare le gare mondiali e solo 12 di queste vennero inserite nel dossier definitivo consegnato alla FIFA nell'agosto 2007. Il 30 settembre 2008 la commissione esecutiva della DFB decise di utilizzare solo nove delle dodici città, scartando Essen, Magdeburgo e Bielefeld.
La gara di apertura fu disputata all'Olympiastadion di Berlino, il luogo della finale del campionato mondiale di calcio 2006 e fu l'unica gara che si giocò nella capitale tedesca. Infatti, per decisione del segretario generale della DFB, Wolfgang Niersbach, la Coppa del Mondo femminile ebbe inizio nello stadio dove quella maschile terminò nel 2006. La finale del torneo fu giocata alla Commerzbank-Arena di Francoforte sul Meno, sede della finale della FIFA Confederations Cup 2005. Ogni città ospitò un massimo di quattro gare e, approssimativamente, furono resi disponibili un milione di biglietti.
| Berlino Augusta Sinsheim Dresda Mönchengladbach Bochum Francoforte sul Meno Wolfsburg Leverkusen |                      |                  |
| Augusta                                                                                          | Berlino              | Bochum           |
| Impuls Arena                                                                                     | Olympiastadion       | Ruhrstadion      |
| Capacità: 24 661                                                                                 | Capacità: 73 067     | Capacità: 20 556 |
|                                                                                                  |                      |                  |
| Dresda                                                                                           | Francoforte sul Meno | Leverkusen       |
| Glücksgas-Stadion                                                                                | Commerzbank-Arena    | BayArena         |
| Capacità: 25 582                                                                                 | Capacità: 48 837     | Capacità: 29 708 |
|                                                                                                  |                      |                  |
| Mönchengladbach                                                                                  | Sinsheim             | Wolfsburg        |
| Borussia-Park                                                                                    | Rhein-Neckar-Arena   | Volkswagen-Arena |
| Capacità: 45 860                                                                                 | Capacità: 25 515     | Capacità: 26 062 |
|                                                                                                  |                      |                  |

## Qualificazioni
Nazioni qualificate
     Nazioni non qualificate
     Nazioni non partecipanti
     Nazioni non membri FIFA

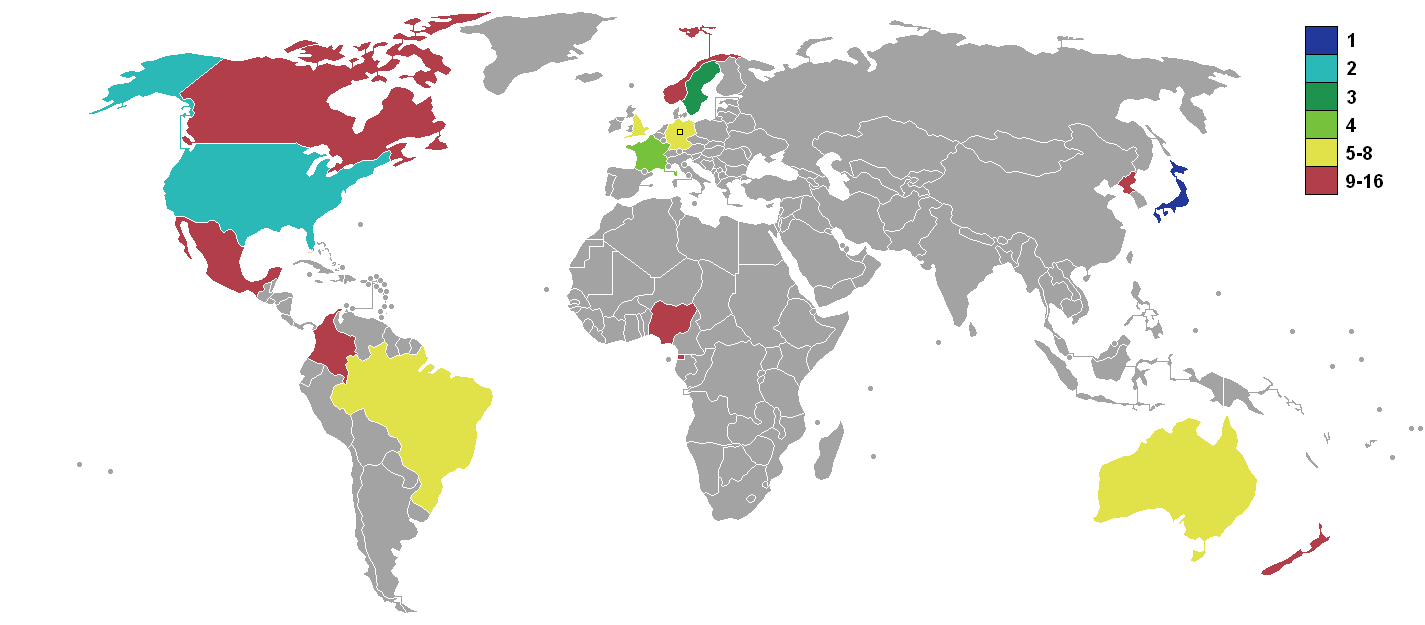
Mappa delle Nazionali qualificate

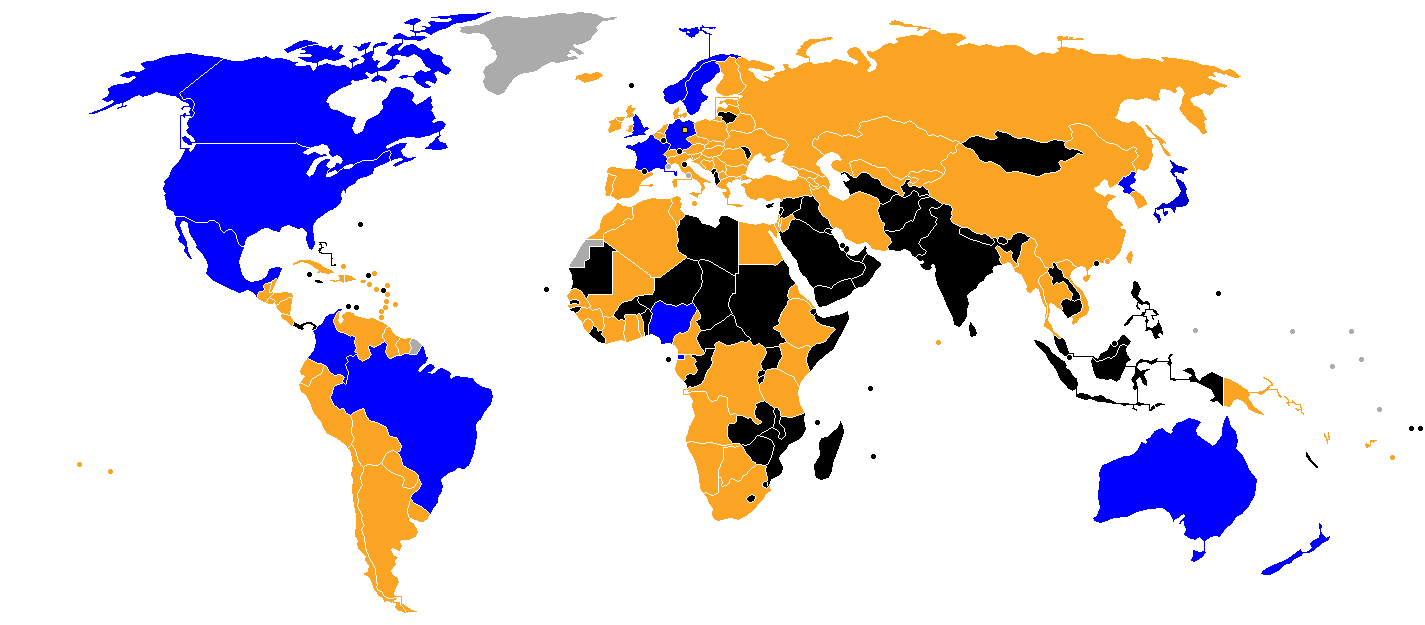
Nazioni qualificate
Nazioni non qualificate
Nazioni non partecipanti
Nazioni non membri FIFA

Il 14 novembre 2008 la FIFA ha annunciato la distribuzione dei posti per le sei federazioni per la definizione delle 16 squadre nazionali partecipanti al campionato mondiale 2011.
- AFC (Asia): 3 posti,
- CAF (Africa): 2 posti,
- CONCACAF (Centro e Nord America, Caraibi): 2 posti,
- CONMEBOL (Sud America): 2 posti,
- OFC (Oceania): 1 posto,
- UEFA (Europa): 4 posti,
- nazione ospitante (Germania): 1 posto,
- Spareggio tra CONCACAF e UEFA: 1 posto.

Inoltre, il campionato mondiale 2011 rappresentava per la UEFA il torneo di qualificazione delle sue due rappresentanti ai Giochi Olimpici di Londra 2012, oltre alla selezione del Regno Unito, automaticamente qualificata alle Olimpiadi.

## Squadre partecipanti
| Pr. | Squadra            | Data di qualificazione certa | Confederazione | Partecipante in quanto                                         | Ultima presenza  |
| --- | ------------------ | ---------------------------- | -------------- | -------------------------------------------------------------- | ---------------- |
| 1   | Germania           | 30 ottobre 2007              | UEFA           | Rappresentativa della nazione organizzatrice della fase finale | Cina 2007        |
| 2   | Australia          | 27 maggio 2010               | AFC            | Vincitore della Coppa d'Asia 2010                              | Cina 2007        |
| 3   | Corea del Nord     | 27 maggio 2010               | AFC            | Secondo posto nella Coppa d'Asia 2010                          | Cina 2007        |
| 4   | Giappone           | 30 maggio 2010               | AFC            | Terzo posto nella Coppa d'Asia 2010                            | Cina 2007        |
| 5   | Francia            | 15 settembre 2010            | UEFA           | Vincitore degli spareggi nelle qualificazione UEFA             | Stati Uniti 2003 |
| 6   | Norvegia           | 15 settembre 2010            | UEFA           | Vincitore degli spareggi nelle qualificazione UEFA             | Cina 2007        |
| 7   | Svezia             | 16 settembre 2010            | UEFA           | Vincitore degli spareggi nelle qualificazione UEFA             | Cina 2007        |
| 8   | Inghilterra        | 16 settembre 2010            | UEFA           | Vincitore degli spareggi nelle qualificazione UEFA             | Cina 2007        |
| 9   | Nuova Zelanda      | 8 ottobre 2010               | OFC            | Vincitore della Coppa delle nazioni oceaniane femminile 2010   | Cina 2007        |
| 10  | Canada             | 5 novembre 2010              | CONCACAF       | Vincitore della CONCACAF Women's World Cup Qualifying 2010     | Cina 2007        |
| 11  | Messico            | 5 novembre 2010              | CONCACAF       | Secondo posto nella CONCACAF Women's World Cup Qualifying 2010 | Stati Uniti 1999 |
| 12  | Nigeria            | 11 novembre 2010             | CAF            | Vincitore del Campionato africano 2010                         | Cina 2007        |
| 13  | Guinea Equatoriale | 11 novembre 2010             | CAF            | Secondo posto nel Campionato africano 2010                     | Debutto          |
| 14  | Brasile            | 19 novembre 2010             | CONMEBOL       | Campione del Campionato sudamericano 2010                      | Cina 2007        |
| 15  | Colombia           | 21 novembre 2010             | CONMEBOL       | Secondo posto nel Campionato sudamericano 2010                 | Debutto          |
| 16  | Stati Uniti        | 24 ottobre 2014              | CONCACAF       | Vincitore dello spareggio UEFA-CONCACAF                        | Cina 2007        |

## Sorteggio
Il sorteggio dei gruppi si è svolto il 29 novembre 2010 a Francoforte sul Meno. Le quattro teste di serie sono state determinate in base alla classifica mondiale femminile della FIFA e assegnate ai quattro gironi. In un girone non potevano affrontarsi squadre della stessa confederazione, escluse quelle della UEFA che potevano essere al massimo due per ogni gruppo.

### Urne
| Urna 1                                                    | Urna 2                                  | Urna 3                                            | Urna 4                              |
| --------------------------------------------------------- | --------------------------------------- | ------------------------------------------------- | ----------------------------------- |
| Germania (A1) Giappone (B1) Stati Uniti (C1) Brasile (D1) | Australia Corea del Nord Canada Messico | Nigeria Guinea Equatoriale Nuova Zelanda Colombia | Inghilterra Francia Svezia Norvegia |

## Fase a gironi

### Gruppo A

#### Classifica finale
| Pos. | Squadra  | Pt | G | V | N | P | GF | GS | DR |
| ---- | -------- | -- | - | - | - | - | -- | -- | -- |
| 1.   | Germania | 9  | 3 | 3 | 0 | 0 | 7  | 3  | +4 |
| 2.   | Francia  | 6  | 3 | 2 | 0 | 1 | 7  | 4  | +3 |
| 3.   | Nigeria  | 3  | 3 | 1 | 0 | 2 | 1  | 2  | –1 |
| 4.   | Canada   | 0  | 3 | 0 | 0 | 3 | 1  | 7  | –6 |

#### Risultati
| Arbitro: | Seitz |

|  |           |           |
|  | Marcatori | 56’ Delie |

| Arbitro: | Melksham |

|                                     |           |              |
| Garefrekes 10’ Okoyino da Mbabi 42’ | Marcatori | 82’ Sinclair |

| Arbitro: | Fukano |

|  |           |                                      |
|  | Marcatori | 24’, 60’ Thiney 66’ Abily 83’ Thomis |

| Arbitro: | Cha |

|             |           |  |
| Laudehr 54’ | Marcatori |  |

| Arbitro: | Heikkinen |

|                       |           |                                                            |
| Delie 56’ Georges 72’ | Marcatori | 25’ Garefrekes 32’, 68’ (rig.) Grings 88’ Okoyino da Mbabi |

| Arbitro: | Vulivuli |

|  |           |             |
|  | Marcatori | 84’ Nkwocha |

### Gruppo B

#### Classifica finale
| Pos. | Squadra       | Pt | G | V | N | P | GF | GS | DR |
| ---- | ------------- | -- | - | - | - | - | -- | -- | -- |
| 1.   | Inghilterra   | 7  | 3 | 2 | 1 | 0 | 5  | 2  | +3 |
| 2.   | Giappone      | 6  | 3 | 2 | 0 | 1 | 6  | 3  | +3 |
| 3.   | Messico       | 2  | 3 | 0 | 2 | 1 | 3  | 7  | -4 |
| 4.   | Nuova Zelanda | 1  | 3 | 0 | 1 | 2 | 4  | 6  | -2 |

#### Risultati
| Arbitro: | Heikkinen |

|                        |           |           |
| Nagasato 6’ Miyama 68’ | Marcatori | 12’ Hearn |

| Arbitro: | Reyes |

|            |           |              |
| Ocampo 33’ | Marcatori | 21’ Williams |

| Arbitro: | Pedersen |

|                            |           |  |
| Sawa 13’, 39’, 80’ Ōno 15’ | Marcatori |  |

| Arbitro: | Neguel |

|               |           |                         |
| Gregorius 18’ | Marcatori | 63’ J. Scott 81’ Clarke |

| Arbitro: | Chenard |

|                         |           |  |
| E. White 15’ Yankey 66’ | Marcatori |  |

| Arbitro: | Palmqvist |

|                           |           |                        |
| Smith 90’ Wilkinson 90+4’ | Marcatori | 2’ Mayor 29’ Domínguez |

### Gruppo C

#### Classifica finale
| Pos. | Squadra        | Pt | G | V | N | P | GF | GS | DR |
| ---- | -------------- | -- | - | - | - | - | -- | -- | -- |
| 1.   | Svezia         | 9  | 3 | 3 | 0 | 0 | 4  | 1  | +3 |
| 2.   | Stati Uniti    | 6  | 3 | 2 | 0 | 1 | 6  | 2  | +4 |
| 3.   | Corea del Nord | 1  | 3 | 0 | 1 | 2 | 0  | 3  | –3 |
| 4.   | Colombia       | 1  | 3 | 0 | 1 | 2 | 0  | 4  | –4 |

#### Risultati
| Arbitro: | Chenard |

|  |           |               |
|  | Marcatori | 57’ Landström |

| Arbitro: | Steinhaus |

|                        |           |  |
| Cheney 54’ Buehler 76’ | Marcatori |  |

| Arbitro: | Alvarez |

|  |           |               |
|  | Marcatori | 64’ Dahlkvist |

| Arbitro: | Damková |

|                                    |           |  |
| O'Reilly 12’ Rapinoe 50’ Lloyd 57’ | Marcatori |  |

| Arbitro: | Fukano |

|                                  |           |             |
| Dahlkvist 16’ (rig.) Fischer 35’ | Marcatori | 67’ Wambach |

| Bochum 6 luglio 2011, ore 20:45 CEST | Corea del Nord | 0 – 0 referto | Colombia | Ruhrstadion (7 805 spett.)\| Arbitro: \| Pedersen \| |
| Arbitro:                             | Pedersen       |               |          |                                                      |

### Gruppo D

#### Classifica finale
| Pos. | Squadra            | Pt | G | V | N | P | GF | GS | DR |
| ---- | ------------------ | -- | - | - | - | - | -- | -- | -- |
| 1.   | Brasile            | 9  | 3 | 3 | 0 | 0 | 7  | 0  | +7 |
| 2.   | Australia          | 6  | 3 | 2 | 0 | 1 | 5  | 4  | +1 |
| 3.   | Norvegia           | 3  | 3 | 1 | 0 | 2 | 2  | 5  | -3 |
| 4.   | Guinea Equatoriale | 0  | 3 | 0 | 0 | 3 | 2  | 7  | -5 |

#### Risultati
| Arbitro: | Alvarado |

|           |           |  |
| Haavi 84’ | Marcatori |  |

| Arbitro: | Palmqvist |

|            |           |  |
| Rosana 54’ | Marcatori |  |

| Arbitro: | Gaál |

|                                       |           |                 |
| Khamis 8’ van Egmond 48’ De Vanna 51’ | Marcatori | 21’, 83’ Añonma |

| Arbitro: | Seitz |

|                           |           |  |
| Marta 22’, 48’ Rosana 46’ | Marcatori |  |

| Arbitro: | Steinhaus |

|  |           |                                       |
|  | Marcatori | 49’ Érika 54’, 90+3’ (rig.) Cristiane |

| Arbitro: | Álvarez |

|                |           |              |
| Simon 57’, 87’ | Marcatori | 56’ Thorsnes |

## Fase a eliminazione diretta

### Tabellone
|  | Quarti di finale | Quarti di finale  | Quarti di finale |             |                | Semifinali     | Semifinali | Semifinali |        |                 | Finale          | Finale          | Finale |  |
|  |                  |                   |                  |             |                |                |            |            |        |                 |                 |                 |        |  |
|  | 1A               | Germania          | 0                |             |                |                |            |            |        |                 |                 |                 |        |  |
|  | 1A               | Germania          | 0                |             |                |                |            |            |        |                 |                 |                 |        |  |
|  | 2B               | Giappone (dts)    | 1                |             |                |                |            |            |        |                 |                 |                 |        |  |
|  | 2B               | Giappone (dts)    | 1                |             | Giappone       | Giappone       | 3          |            |        |                 |                 |                 |        |  |
|  |                  |                   |                  |             | Giappone       | Giappone       | 3          |            |        |                 |                 |                 |        |  |
|  |                  |                   | Svezia           | Svezia      | 1              |                |            |            |        |                 |                 |                 |        |  |
|  | 1C               | Svezia            | Svezia           | Svezia      | 1              | 3              |            |            |        |                 |                 |                 |        |  |
|  | 1C               | Svezia            |                  |             |                |                |            |            |        |                 |                 |                 |        |  |
|  | 2D               | Australia         | 1                |             |                |                |            |            |        |                 |                 |                 |        |  |
|  | 2D               | Australia         | 1                |             | Giappone (dtr) | Giappone (dtr) | 2 (3)      |            |        |                 |                 |                 |        |  |
|  |                  |                   |                  |             |                |                |            |            |        |                 |                 |                 |        |  |
|  |                  |                   | Stati Uniti      | Stati Uniti | 2 (1)          |                |            |            |        |                 |                 |                 |        |  |
|  | 1B               | Inghilterra       | Stati Uniti      | Stati Uniti | 2 (1)          | 1 (3)          |            |            |        |                 |                 |                 |        |  |
|  | 1B               | Inghilterra       |                  |             |                | 1 (3)          |            |            |        |                 |                 |                 |        |  |
|  | 2A               | Francia (dtr)     | 1 (4)            |             |                |                |            |            |        |                 |                 |                 |        |  |
|  | 2A               | Francia (dtr)     | 1 (4)            |             | Francia        | Francia        | 1          |            |        | Finale 3º posto | Finale 3º posto | Finale 3º posto |        |  |
|  |                  |                   |                  |             | Francia        | Francia        | 1          |            |        |                 |                 |                 |        |  |
|  |                  |                   | Stati Uniti      | Stati Uniti | 3              |                |            |            |        |                 |                 |                 |        |  |
|  | 1D               | Brasile           | Stati Uniti      | Stati Uniti | 3              | 2 (3)          |            |            | Svezia | Svezia          | 2               |                 |        |  |
|  | 1D               | Brasile           |                  |             |                |                |            |            | Svezia | Svezia          | 2               |                 |        |  |
|  | 2C               | Stati Uniti (dtr) | 2 (5)            |             |                | Francia        | Francia    | 1          |        |                 |                 |                 |        |  |

### Quarti di finale
| Arbitro: | Palmqvist |

|                                       |                      |                                            |
| J. Scott 59’                          | Marcatori            | 88’ Bussaglia                              |
| Smith Carney Stoney Rafferty F. White | Tiri di rigore 3 – 4 | Abily Bussaglia Thiney Bompastor Le Sommer |

| Arbitro: | Alvarado |

|  |           |               |
|  | Marcatori | 108’ Maruyama |

| Arbitro: | Reyes |

|                                       |           |           |
| Sjögran 10’ Dahlkvist 16’ Schelin 52’ | Marcatori | 40’ Perry |

| Arbitro: | Melksham |

|                                   |                      |                                    |
| Marta 68’ 92’ (rig.)              | Marcatori            | 2’ (aut.) Daiane 120+2’ Wambach    |
| Cristiane Marta Daiane Francielle | Tiri di rigore 3 – 5 | Boxx Lloyd Wambach Rapinoe Krieger |

### Semifinali
| Arbitro: | Heikkinen |

|               |           |                                  |
| Bompastor 55’ | Marcatori | 9’ Cheney 79’ Wambach 82’ Morgan |

| Arbitro: | Chenard |

|                            |           |            |
| Kawasumi 19’, 64’ Sawa 60’ | Marcatori | 10’ Öqvist |

### Finale terzo posto
| Arbitro: | Seitz |

|                             |           |            |
| Schelin 29’ Hammarström 82’ | Marcatori | 56’ Thomis |

### Finale
| Arbitro: | Steinhaus |

|                                   |                      |                          |
| Miyama 81’ Sawa 117’              | Marcatori            | 69’ Morgan 104’ Wambach  |
| Miyama Nagasato Sakaguchi Kumagai | Tiri di rigore 3 – 1 | Boxx Lloyd Heath Wambach |

## Premi

### Miglior giocatrice (Pallone d'oro)
| Pallone d'oro | Pallone d'argento | Pallone di bronzo |
| ------------- | ----------------- | ----------------- |
| Homare Sawa   | Abby Wambach      | Hope Solo         |

### Top goalscorer (Scarpa d'oro)
| Scarpa d'oro | Scarpa d'argento | Scarpa di bronzo |
| ------------ | ---------------- | ---------------- |
| Homare Sawa  | Marta            | Abby Wambach     |

### Altri premi
| Miglior portiere | Miglior giovane | Trofeo FIFA Fair Play |
| ---------------- | --------------- | --------------------- |
| Hope Solo        | Caitlin Foord   | Giappone              |

### All-Star Team
| Portieri                | Difensori                                                                            | Centrocampisti | Attaccanti                       |
| ----------------------- | ------------------------------------------------------------------------------------ | --- | -------------------------------- |
| Ayumi Kaihori Hope Solo | Elise Kellond-Knight Érika Alex Scott Sonia Bompastor Laura Georges Saskia Bartusiak | Jill Scott Genoveva Añonma Louisa Nécib Aya Miyama Shinobu Ōno Homare Sawa Kerstin Garefrekes Caroline Seger Shannon Boxx Lauren Cheney | Marta Lotta Schelin Abby Wambach |

## Statistiche

### Classifica marcatrici
5 reti
- Homare Sawa

4 reti
- Marta
- Abby Wambach

3 reti
- Lisa Dahlkvist

2 reti
- Kyah Simon
- Cristiane
- Rosana
- Jill Scott
- Nahomi Kawasumi
- Aya Miyama

- Genoveva Añonma
- Marie-Laure Delie
- Gaëtane Thiney
- Élodie Thomis
- Kerstin Garefrekes
- Inka Grings

- Célia Okoyino da Mbabi
- Lauren Cheney
- Lotta Schelin
- Alex Morgan

1 rete
- Lisa De Vanna
- Leena Khamis
- Ellyse Perry
- Emily van Egmond
- Érika
- Christine Sinclair
- Jessica Clarke
- Ellen White
- Fara Williams
- Rachel Yankey
- Camille Abily
- Sonia Bompastor
- Élise Bussaglia

- Laura Georges
- Simone Laudehr
- Karina Maruyama
- Yūki Nagasato
- Shinobu Ōno
- Maribel Domínguez
- Stephany Mayor
- Mónica Ocampo
- Sarah Gregorius
- Amber Hearn
- Rebecca Smith
- Hannah Wilkinson
- Perpetua Nkwocha

- Emilie Haavi
- Elise Thorsnes
- Nilla Fischer
- Josefine Öqvist
- Jessica Landström
- Therese Sjögran
- Marie Hammarström
- Rachel Buehler
- Carli Lloyd
- Heather O'Reilly
- Megan Rapinoe

Autoreti
- Daiane (contro gli Stati Uniti)

## Controversie
- Poco prima dell'inizio della competizione mondiale la FIFA ha estromesso due "giocatrici", Bilinguisa Simporé e Salimata Simporé, della nazionale della Guinea Equatoriale, rivelatesi non essere sorelle bensì dei maschi[15][16];
- Durante il campionato mondiale Eucharia Uche, allenatrice della nazionale della Nigeria, ha affermato di aver intrapreso una personale battaglia contro le calciatrici lesbiche, cacciandole dalla rosa della sua squadra. La FIFA ha duramente condannato queste dichiarazioni omofobe[17][18];
- Il 25 giugno 2011 Yineth Varón, portiere della nazionale della Colombia è stata trovata positiva a una sostanza sconosciuta trovata nel suo campione A, venendo provvisoriamente sospesa[19]. Il 25 agosto 2011 è stata squalificata per due anni dopo che anche il campione B ha confermato la sua positività[20];
- Il 7 luglio 2011 è stato reso noto dalla commissione medica della FIFA, che due giocatrici della nazionale della Corea del Nord, Song Jong-sun e Jong Pok-sim, sono risultate positive ai controlli antidoping[21]. Il 16 luglio 2011 altre tre calciatrici nordcoreane, Hong Myong-hui, Ho Un-byol e Ri Un-hyang, sono risultate positive ai controlli antidoping dopo che l'intera squadra era stata sottoposta a controlli[22]. Il 25 agosto 2011 la nazionale nordcoreana è stata multata dalla FIFA di 400 000 dollari statunitensi ed è stata esclusa dalla partecipazione al campionato mondiale femminile di calcio 2015[20].